# Alberto Farnese
Alberto Farnese (Palombara Sabina, 3 giugno 1926 – Roma, 5 settembre 1994) è stato un attore italiano.

## Biografia
Attivo fra gli anni cinquanta e gli anni ottanta, è stato anche interprete di fotoromanzi e talvolta è stato accreditato come Albert Farley. Interprete eclettico e dalla lunga carriera (ha girato complessivamente una novantina di film), ha lavorato in produzioni cinematografiche di diversi paesi (Francia, Spagna e Germania, fra gli altri), comparendo anche in fiction televisive (in Italia e in Germania). 
Il suo repertorio è stato vasto ed ha compreso tanto film di genere drammatico – fra cui film storici, peplum, western, kolossal e poliziotteschi – quanto pellicole comiche o della commedia all'italiana e musicarelli. 
Fra gli altri titoli, alcuni dei quali riferibili al filone dei melodrammi strappalacrime, molto in voga negli anni cinquanta, vi sono: I figli di nessuno (1951), Menzogna (1952), Ripudiata (1954) e La canzone del cuore e L'angelo bianco, entrambi del 1955.
È morto a Roma il 5 settembre 1994, a 68 anni.

## Filmografia

### Cinema

Alberto Farnese in Giocando a golf una mattina (1969)

- I figli di nessuno, regia di Raffaello Matarazzo (1951)
- Menzogna, regia di Ubaldo Maria Del Colle (1952)
- Roma ore 11, regia di Giuseppe De Santis (1952)
- Prigionieri delle tenebre, regia di Enrico Bomba (1952)
- Legione straniera, regia di Basilio Franchina (1952)
- Donne proibite, regia di Giuseppe Amato (1953)
- Disonorata (senza colpa), regia di Giorgio Walter Chili (1954)
- Le due orfanelle, regia di Giacomo Gentilomo (1954)
- L'oro di Napoli, regia di Vittorio De Sica (1954)
- Ripudiata, regia di Giorgio Walter Chili (1954)
- Due lacrime, regia di Giuseppe Vari (1954)
- L'orfana del ghetto, regia di Carlo Campogalliani (1954)
- La canzone del cuore, regia di Carlo Campogalliani (1955)
- L'angelo bianco, regia di Raffaello Matarazzo (1955)
- Vendicata!, regia di Giuseppe Vari (1956)
- Torna piccina mia!, regia di Carlo Campogalliani (1955)
- Un giglio infranto, regia di Giorgio Walter Chili (1955)
- Un palco all'opera, regia di Siro Marcellini (1955)
- Storia di una minorenne, regia di Piero Costa (1956)
- Porta un bacione a Firenze, regia di Camillo Mastrocinque (1956)
- Mamma sconosciuta, regia di Carlo Campogalliani (1956)
- Il bandito di Sierra Morena (Amanecer en Puerta Oscura), regia di José María Forqué (1957)
- L'angelo delle Alpi, regia di Carlo Campogalliani (1957)
- Il corsaro della mezza luna, regia di Giuseppe Maria Scotese (1957)
- Un amore senza fine, regia di Luis Knaut e Mario Terribile (1958)
- Il cavaliere senza terra, regia di Giacomo Gentilomo (1958)
- Storie d'amore proibite (il cavaliere e la zarina) (Le secret du Chevalier d'Éon), regia di Jacqueline Audry (1959)
- Caterina Sforza, la leonessa di Romagna, regia di Giorgio Walter Chili (1959)
- Nel segno di Roma, regia di Guido Brignone (1959)
- La congiura dei Borgia, regia di Antonio Racioppi (1959)
- Il terrore dell'Oklahoma, regia di Mario Amendola (1959)
- I giganti della Tessaglia (Gli Argonauti), regia di Riccardo Freda (1960)
- La regina delle Amazzoni, regia di Vittorio Sala (1960)
- La notte del grande assalto, regia di Giuseppe Maria Scotese (1960)
- L'assedio di Siracusa, regia di Pietro Francisci (1960)
- Saffo, venere di Lesbo, regia di Pietro Francisci (1960)
- Solimano il conquistatore, regia di Vatroslav Mimica e Mario Tota (1961)
- Le meraviglie di Aladino, regia di Mario Bava e Henry Levin (1961)
- Il pozzo delle tre verità (Le puits aux trois vérités), regia di François Villiers (1961)
- Nefertite, regina del Nilo, regia di Fernando Cerchio (1961)
- Il gigante di Metropolis, regia di Umberto Scarpelli (1961)
- Caccia all'uomo, regia di Riccardo Freda (1961)
- I fratelli corsi, regia di Anton Giulio Majano (1961)
- I Don Giovanni della Costa Azzurra, regia di Vittorio Sala (1962)
- Il gladiatore di Roma, regia di Mario Costa (1962)
- Il figlio dello sceicco, regia di Mario Costa (1962)
- Il giorno più corto, regia di Sergio Corbucci (1963)
- Il boia di Venezia, regia di Luigi Capuano (1963)
- Il Leone di San Marco, regia di Luigi Capuano (1963)
- Vino, whisky e acqua salata, regia di Mario Amendola (1963)
- La cieca di Sorrento, regia di Nick Nostro (1963)
- Sandokan contro il leopardo di Sarawak, regia di Luigi Capuano (1964)
- Sandokan alla riscossa, regia di Luigi Capuano (1964)
- I due gladiatori, regia di Mario Caiano (1964)
- La valle dell'eco tonante, regia di Tanio Boccia (1964)
- 7 pistole per El Gringo (Río maldito), regia di Juan Xiol (1966)
- 5 dollari per Ringo, regia di Ignacio F. Iquino (1966)
- Un dollaro di fuoco, regia di Nick Nostro (1966)
- Viaggio di nozze all'italiana, regia di Mario Amendola (1966)
- Uccidi o muori, regia di Tanio Boccia (1967)
- Addio mamma, regia di Mario Amendola (1967)
- Il magnifico Tony Carrera, regia di José Antonio de la Loma (1968)
- Die Hochzeitsreise, regia di Ralf Gregan (1969)
- Una ragazza di Praga, regia di Sergio Pastore (1969)
- I vendicatori dell'Ave Maria, regia di Bitto Albertini (1970)
- Tell Me, regia di Gerhard Ammann (1970)
- Saranda, regia di Manuel Esteba e Antonio Mollica (1970)
- Il ritorno del gladiatore più forte del mondo, regia di Bitto Albertini (1971)
- Camorra, regia di Pasquale Squitieri (1972)
- Storia di fifa e di coltello - Er seguito d'er più, regia di Mario Amendola (1972)
- Tony Arzenta (Big Guns), regia di Duccio Tessari (1973)
- L'affare Dominici (L'Affaire Dominici), regia di Claude Bernard-Aubert (1973)
- Crash! Che botte... Strippo strappo stroppio, regia di Bitto Albertini (1973)
- Il bacio di una morta, regia di Carlo Infascelli (1974)
- Il giustiziere di mezzogiorno, regia di Mario Amendola (1975)
- Squadra antitruffa, regia di Bruno Corbucci (1977)
- Assassinio sul Tevere, regia di Bruno Corbucci (1979)
- Zappatore, regia di Alfonso Brescia (1980)
- Crema, cioccolata e... paprika, regia di Michele Massimo Tarantini (1981)
- I mercenari raccontano..., regia di Sergio Pastore (1985)
- Asilo di polizia (Detective School Dropouts), regia di Filippo Ottoni (1986)
- Bianco Apache, regia di Claudio Fragasso e Bruno Mattei (1986)
- Scalps, regia di Claudio Fragasso e Bruno Mattei (1987)
- Fiori di zucca, regia di Stefano Pomilia (1989)
- Diritto di vivere, regia di Stefano Arquilla (1989)
- Vite perdute, regia di Giorgio Castellani (1992)

### Televisione
- Giocando a golf una mattina, regia di Daniele D'Anza – miniserie TV (1969)
- Le inchieste del commissario Maigret – serie TV, episodio Il ladro solitario (1972)
- Qui squadra mobile – serie TV, episodio 1x03 (1973)
- Dr. med. Mark Wedmann - Detektiv inbegriffen – serie TV, episodio 30 Stunden für Rom (1974)
- Classe di ferro – serie TV, episodio 2x03 (1990)

## Doppiatori italiani
- Emilio Cigoli in Il terrore dell'Oklahoma, Il figlio dello sceicco, Il corsaro della mezza luna, Il bandito di Sierra Morena, L'assedio di Siracusa, I giganti della Tessaglia (Gli Argonauti)
- Renato Turi in Le meraviglie di Aladino, I fratelli corsi,  Il gladiatore di Roma, La regina delle Amazzoni, Un dollaro di fuoco
- Luciano De Ambrosis in Scalps, Bianco Apache
- Gualtiero De Angelis in Due lacrime (dialoghi)
- Gino Latilla in Due lacrime (canto)
- Nando Gazzolo in Nel segno di Roma
- Riccardo Cucciolla in La notte del grande assalto
- Glauco Onorato in Il leone di San Marco
- Cesare Barbetti in Il boia di Venezia
- Stefano Sibaldi in La valle dell'eco tonante
- Luigi Vannucchi in I vendicatori dell'Ave Maria
- Carlo Alighiero in Il ritorno del gladiatore più forte del mondo
- Ferruccio Amendola in Camorra
- Pino Locchi in Nefertite regina del Nilo
- Bruno Persa in I due gladiatori
- Sergio Graziani in Sandokan alla riscossa
- Arturo Dominici in Sandokan contro il leopardo di Sarawak
- Giorgio Piazza in Squadra antitruffa
- Sandro Iovino in Assassinio sul Tevere